# České Budějovice 5
České Budějovice 5 je část obce v Českých Budějovicích tvořená Pětidomím, suchovrbenským průmyslovým obvodem a někdejšími osadami Suché Vrbné, Pohůrka, Kaliště a Třebotovice. Na západě je ohraničeno východním obvodem nádraží, na severozápadě Vrbenskou ulicí, na východě sousedí s obcemi Rudolfov a Dobrá Voda u Českých Budějovic a na jihu je volný prostor mezi Suchým Vrbným a Novými Hodějovicemi.
Místní část České Budějovice 5 je tvořena katastrálními územími České Budějovice 5 (3,2288 km²), Kaliště u Českých Budějovic (3,1291 km²) a Třebotovice (5,2495 km²). V části obce je evidováno 73 ulic a 1948 adres.
Část obce České Budějovice 5 byla ustanovena k 1. říjnu 1970, kdy došlo k územní reorganizaci města, z částí Pohůrka a Suché Vrbné. Tehdy k ní patřila i Dobrá Voda. Katastrální území České Budějovice 5 bylo zřízeno roku 1971.
Po osamostatnění Dobré Vody 24. listopadu 1990 tvoří Třebotovice s Kalištěm spolu exklávu místní části České Budějovice 5 a zároveň i exklávu města České Budějovice.

## Základní sídelní jednotky
Místní část České Budějovice 5 je tvořena jedenácti základními sídelními jednotkami:
- Kaliště
- Pětidomí
- Pohůrka
- Suché Vrbné
- Suché Vrbné-průmyslový obvod
- Třebotovice
- Třebotovice-u Dobré Vody
- U Dobrovodského potoka
- U křížku
- U rybníčků
- U Vrbného